# Harriet Blackstone
Harriet Blackstone (New Hartford, Nueva York,13 de noviembre de 1864 - 16 de marzo de 1939)  fue una pintora y retratista estadounidense. Muchos de sus modelos eran líderes empresariales del medio oeste y sus familias, y también pintó a varios músicos prominentes.

## Biografía
Harriet Blackstone nació en 1864 en New Hartford, Nueva York. Tenía un hermano, Edward Charles. Era descendiente del colono de Nueva Inglaterra William Blaxton y del líder puritano Roger Williams. Su familia se mudó al Medio Oeste en 1883. Al principio de su vida adulta trabajó como editora de libros, publicando The Best American Orations of Today (1903) y enseñando teatro y elocución en Galesburg High School en Illinois.
Blackstone se mudó a Nueva York en 1903 para estudiar arte en el Pratt Institute, donde uno de sus maestros fue William Merritt Chase. Posteriormente se fue a París para estudiar en la Academia Julian, donde trabajó con el pintor Jean-Paul Laurens y expuso en el Salón de París de 1907. Unos años más tarde, en 1912, pasó un verano estudiando con la Chase en Bélgica. 

## Carrera artística
Blackstone pasó la primera parte de su carrera en Glencoe, Illinois. Ella diseñó y construyó el primer bungalow en Glencoe, con un estudio de pintura separado en la parte de atrás.
Pasó parte de la Primera Guerra Mundial en Nuevo México trabajando para el gobierno de los Estados Unidos, que le asignó la tarea de pintar a los nativos americanos y sus entornos.  Durante la guerra, también realizó pinturas de telémetros para ayudar a entrenar artilleros militares.  En 1920 se mudó a Nueva York, donde murió en 1939.
Los retratos de Blackstone fueron elogiados por su individualidad, franqueza y dominio de la técnica. Un experto en arte comentó: "¿Cómo consigue ella ese color carne? Es tan luminoso como la vida misma".  Entre los que pintó estaban la soprano Amelita Galli-Curci, la cantante Nadezhda Plevitskaya, el arquitecto D. Everett Waid, la pianista Stell Andersen, la Sra. Frederick D. Underwood, Sra. Andrew MacLeish, Sra. John G. McCullough y numerosos empresarios del Medio Oeste y sus esposas e hijos.
   

Fue miembro de varias organizaciones de artistas, incluido el National Arts Club, la Sociedad de Artistas de Chicago, el Arts Club de Chicago, la American Women's Art Association y la International Society of Arts & Letters. 

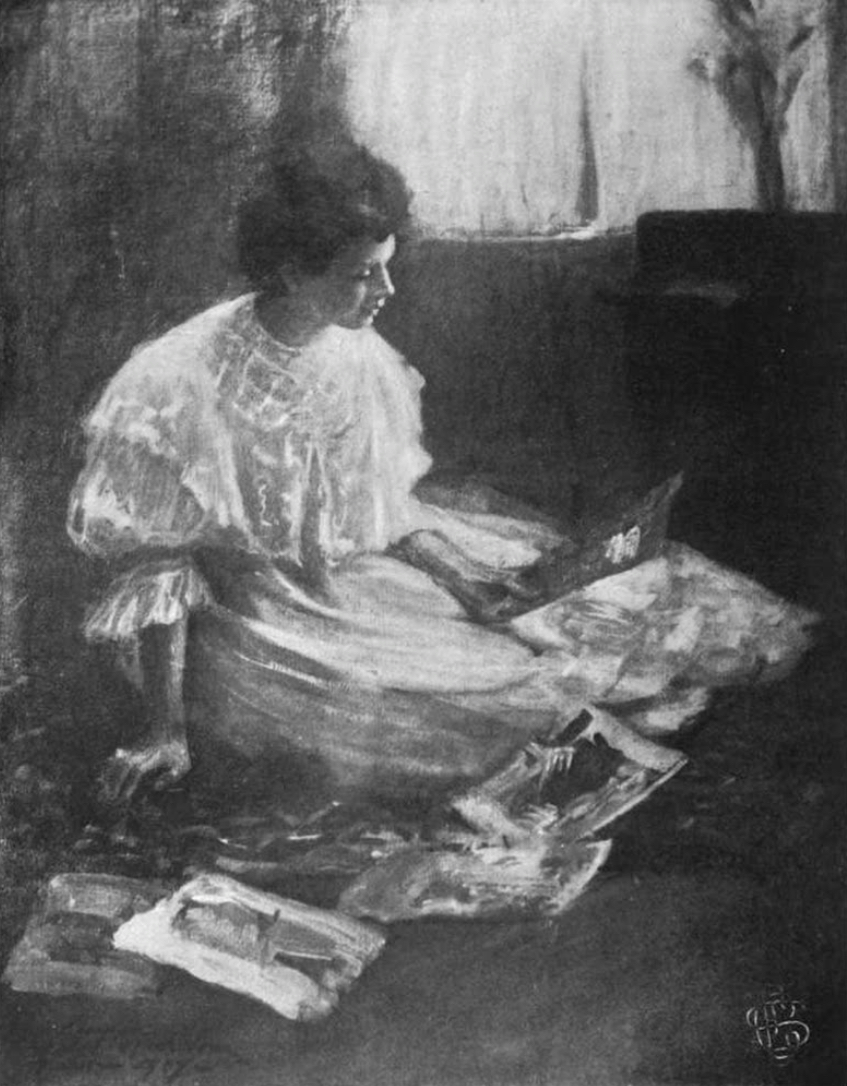
Harriet Blackstone, estampados japoneses, ca. 1918.

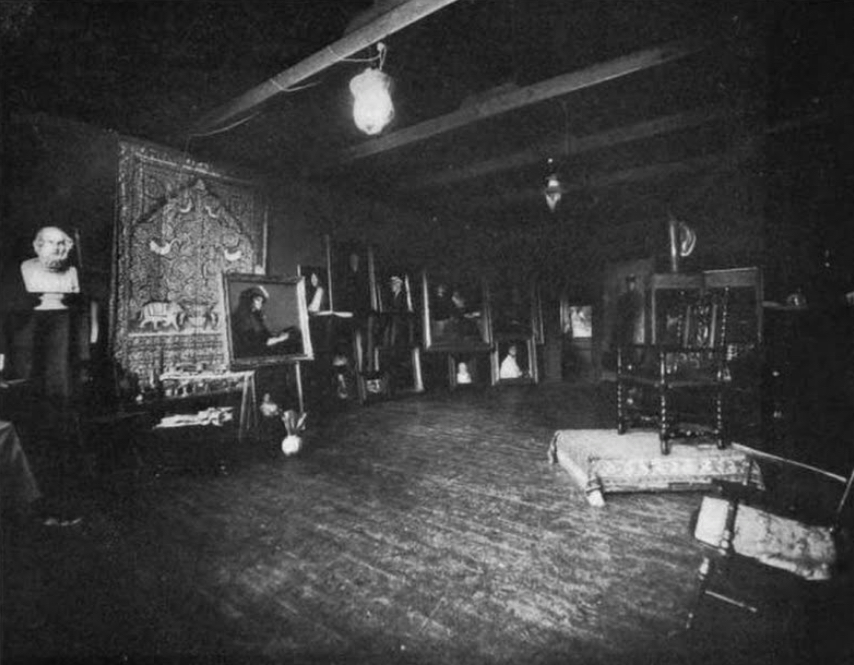
Estudio de la pintora Harriet Blackstone ca. 1918

Su trabajo se encuentra en el M.H De Young memorial museos (San Francisco), la Galería Nacional de Arte (Washington D. C.), el Museo Brooklyn (Nueva York), el Museo de Arte de Milwaukee (Wisconsin) y otras instituciones. Sus artículos (1870-1984) están en los Archivos de Arte Estadounidense de la Institución Smithsonian e incluyen documentos comerciales, cuadernos de bocetos, obras de arte, fotografías, correspondencia y una biografía inédita de la escritora Esther Morgan McCullough.

## Exposiciones seleccionadas
- Salón de París (1907)
- Exposición anual AIC de pinturas al óleo y esculturas de artistas estadounidenses (1907-1916)
- Instituto Carnegie, Pittsburgh (1908-1910)
- Academia de Bellas Artes de Pensilvania, Filadelfia (1909, 1912)
- Academia Nacional de Diseño, Nueva York (1910, 1911)
- Exposición Panamá-Pacífico, San Francisco (1915)
- Exposición anual de obras de artistas de Chicago de la AIC (1915, 1916)